# Tsutomu Adachi
あだち 勉
Tsutomu Adachi (あだち 勉, Adachi Tsutomu) est un dessinateur japonais de manga. Il est né le 1er août 1947 à Isesaki, dans la préfecture de Gunma, au Japon, et mort le 18 juin 2004 d'un cancer de l'estomac à l'âge de 56 ans. Il est le frère aîné de Mitsuru Adachi et ancien assistant de Fujio Akatsuka.

## Biographie
Tsutomu Adachi fait ses débuts dans le domaine du manga alors qu'il n'était qu'en deuxième année de lycée, et devient finalement mangaka avant son frère, Mitsuru Adachi. Après son déménagement à Tokyo, il remporte la première place du Shonen Jump Rookie of the Year en 1968. Après ses débuts comme mangaka, il fut l'assistant Fujio Akatsuka.

## Œuvres
- Jitsuroku Adachi Mitsuru Monogatari (l'histoire de l'ascension de son frère à la gloire, Shogakukan)
- Nigun no Hoshi HANPA-kun ( Publié par Gakken)
- Tamagawa-kun

## Prix
- 1968 : 1er Shonen Jump Rookie of the Year.